# Prix Bram-Stoker du meilleur recueil de nouvelles
Les prix Bram-Stoker sont attribués chaque année pour les œuvres publiées pendant l'année calendaire précédente.
La catégorie du meilleur recueil de nouvelles récompense des recueils de fantasy ou d'horreur.
Les gagnants sont cités en premier, suivis par les autres œuvres nommées.

## Palmarès

### Années 1980

#### 1987
The Essential Ellison par Harlan Ellison
- All About Strange Monsters of the Recent Past par Howard Waldrop
- Midnight Pleasures par Robert Bloch
- Scared Stiff, Tales of Sex and Death par Ramsey Campbell
- Why Not You and I? par Karl Edward Wagner

#### 1988
Charles Beaumont: Selected Stories par Charles Beaumont, édité par Roger Anker
- Angry Candy par Harlan Ellison
- Le Triomphe de l'ivrogne et autres contes gothiques (Blood and Water and Other Tales) par Patrick McGrath
- The Blood Kiss par Dennis Etchison
- Scare Tactics par John Farris
- À l'ouest d'octobre (The Toynbee Convector) par Ray Bradbury

#### 1989
Derrière l'écran / Intrusion / La Poupée à tout faire / Le Pays de l'ombre / La Touche finale (Richard Matheson: Collected Stories) par Richard Matheson
- Blue World and Other Stories par Robert R. McCammon
- By Bizarre Hands par Joe R. Lansdale
- L'Épreuve du feu (Patterns) par Pat Cadigan
- Soft and Others par F. Paul Wilson

### Années 1990
| Sommaire : | - Haut - 1990 - 1991 - 1992 - 1993 - 1994 - 1995 - 1996 - 1997 - 1998 - 1999 |

#### 1990
Minuit 2 / Minuit 4 (Four Past Midnight) par Stephen King
- The Brains of Rats par Michael Blumlein
- Sans portes ni fenêtres (Houses Without Doors) par Peter Straub
- Prayers to Broken Stones par Dan Simmons

#### 1991
Prayers to Broken Stones par Dan Simmons
- Author's Choice Monthly Issue 24: The Naked Flesh of Feeling par J. N. Williamson
- Sexpunks & Savage Sagas par Richard Sutphin
- Waking Nightmares par Ramsey Campbell

#### 1992
Mr. Fox and Other Feral Tales par Norman Partridge
- Fantastic Tales par I. U. Tarchetti
- Nightmare Flower par Elizabeth Engstrom

#### 1993
Alone with the Horrors par Ramsey Campbell
- Close to the Bone par Lucy Taylor
- A Good, Secret Place par Richard Laymon
- L'Amour, la Mort (Lovedeath) par Dan Simmons
- Rêves et Cauchemars (Nightmares & Dreamscapes) par Stephen King

#### 1994
The Early Fears par Robert Bloch
- Born Bad par Andrew Vachss
- The Flesh Artist par Lucy Taylor
- Writer Of The Purple Rage par Joe R. Lansdale

#### 1995
Collection d'automne (The Panic Hand) par Jonathan Carroll
- The Black Carousel par Charles L. Grant
- Cages par Ed Gorman
- Démons intimes (Strange Highways) par Dean Koontz

#### 1996
The Nightmare Factory par Thomas Ligotti
- The Convulsion Factory par Brian Hodge
- The Pavilion of Frozen Women par S. P. Somtow
- Shadow Dreams par Elizabeth Massie
- With Wounds Still Wet par Wayne Allen Sallee

#### 1997
Exorcisms and Ecstasies par Karl Edward Wagner
- Painted in Blood par Lucy Taylor
- Things Left Behind par Gary A. Braunbeck
- The Throne of Bones par Brian McNaughton

#### 1998
Black Butterflies: A Flock on the Dark Side par John Shirley
- The Cleft and Other Odd Tales par Gahan Wilson
- Leavings par P. D. Cacek
- Miroirs et fumée (Smoke and Mirrors) par Neil Gaiman

#### 1999
The Nightmare Chronicles par Douglas Clegg
- Death Drives a Semi par Edo van Belkom
- Deep Into That Darkness Peering par Tom Piccirilli
- Cœurs perdus en Atlantide (Hearts in Atlantis) par Stephen King

### Années 2000
| Sommaire : | - Haut - 2000 - 2001 - 2002 - 2003 - 2004 - 2005 - 2006 - 2007 - 2008 - 2009 |

#### 2000
Magie de la terreur (Magic Terror: Seven Tales) par Peter Straub
- City Fishing par Steve Rasnic Tem
- Up, Out of Cities That Blow Hot and Cold par Charlee Jacob
- Wind Over Heaven and Other Dark Tales par Bruce Holland Rogers

#### 2001
The Man with the Barbed-Wire Fists par Norman Partridge
- As the Sun Goes Down par Tim Lebbon
- The Dark Fantastic par Ed Gorman
- The Whisperer and Other Voices par Brian Lumley

#### 2002
Les Garçons de l'été (One More for the Road) par Ray Bradbury
- The Collection par Bentley Little
- Tout est fatal (Everything's Eventual) par Stephen King
- Knuckles and Tales par Nancy A. Collins
- Nations of the Living, Nations of the Dead par Mort Castle

#### 2003
Peaceable Kingdom par Jack Ketchum
- Bibliomancy par Elizabeth Hand
- Fangs and Angel Wings par Karen E. Taylor
- Graveyard People: The Collected Cedar Hill Stories, Volume 1 par Gary A. Braunbeck
- Told by the Dead par Ramsey Campbell

#### 2004
Fearful Symmetries par Thomas F. Monteleone
- 100 Jolts: Shockingly Short Stories par Michael Arnzen
- Demonized par Christopher Fowler
- Fears Unnamed par Tim Lebbon
- The Machinery of Night par Douglas Clegg

#### 2005
Fantômes - Histoires troubles (20th Century Ghosts) par Joe Hill
- Haunted par Chuck Palahniuk
- En quête de Jake et autres nouvelles (Looking for Jake) par China Miéville
- Magic for Beginners par Kelly Link

#### 2006
Destinations Unknown par Gary A. Braunbeck
- American Morons par Glen Hirshberg
- Basic Black: Tales of Appropriate Fear par Terry Dowling
- The Commandments par Angeline Hawkes
- The Empire of Ice Cream par Jeffrey Ford

#### 2007
Five Stories par Peter Straub et Proverbs for Monsters par Michael A. Arnzen (ex æquo)
- Defining Moments par David Niall Wilson
- The Imago Sequence and Other Stories par Laird Barron (en)
- Old Devil Moon par Christopher Fowler

#### 2008
Juste avant le crépuscule (Just After Sunset) par Stephen King
- Gleefully Macabre Tales par Jeff Strand
- Mama's Boy and Other Dark Tales par Fran Friel
- Mr. Gaunt and Other Uneasy Encounters par John Langan (en)
- The Number 121 to Pennsylvania par Kealan Patrick Burke

#### 2009
A Taste of Tenderloin par Gene O'Neill
- Got to Kill Them All and Other Stories par Dennis Etchison
- In the Closet, Under the Bed par Lee Thomas
- Martyrs and Monsters par Robert Dunbar

### Années 2010
| Sommaire : | - Haut - 2010 - 2011 - 2012 - 2013 - 2014 - 2015 - 2016 - 2017 - 2018 - 2019 |

#### 2010
Nuit noire, étoiles mortes (Full Dark, No Stars) par Stephen King
- Blood and Gristle par Michael Louis Calvillo
- A Host of Shadows par Harry Shannon
- Occultation par Laird Barron (en)
- The Ones that Got Away par Stephen Graham Jones

#### 2011
La Princesse-Maïs et autres cauchemars (The Corn Maiden and Other Nightmares) par Joyce Carol Oates
- Monsters of L.A. par Lisa Morton
- Multiplex Fandango par Weston Ochse
- Red Gloves: The London Horrors par Christopher Fowler
- Two Worlds and In Between: The Best of Caitlin R. Kiernan (Volume One) par Caitlín R. Kiernan
- Voices: Tales of Horror par Lawrence C. Connolly

#### 2012
Dahlia noir et rose blanche (Black Dahlia and White Rose: Stories) par Joyce Carol Oates et New Moon on the Water par Mort Castle (ex æquo)
- Errantry: Strange Stories par Elizabeth Hand
- The Janus Tree and Other Stories par Glen Hirshberg
- The Woman Who Married a Cloud: Collected Stories par Jonathan Carroll

#### 2013
The Beautiful Thing That Awaits Us All and Other Stories par Laird Barron (en)
- North American Lake Monsters: Stories par Nathan Ballingrud (en)
- The Tears of Isis par James Dorr
- The Ape’s Wife and Other Stories par Caitlín R. Kiernan
- Dance of the Blue Lady par Gene O’Neill
- Bible Stories for Secular Humanists par S. P. Somtow

#### 2014
Soft Apocalypses par Lucy A. Snyder
- After the People Lights Have Gone par Stephen Graham Jones
- Little by Little par John R. Little (en)
- Gifts for the One Who Comes After par Helen Marshall
- The End in All Beginnings par John F. D. Taff

#### 2015
While the Black Stars Burn par Lucy A. Snyder
- Halfway Down the Stairs par Gary Braunbeck
- The Mirrors par Nicole Cushing
- The Dark at the End of the Tunnel par Taylor Grant
- The Hitchhiking Effect par Gene O’Neill

#### 2016
The Doll-Master and Other Tales of Terror par Joyce Carol Oates
- Swift to Chase par Laird Barron (en)
- A Long December par Richard Chizmar
- Lethal Birds par Gene O’Neill
- American Nocturne par Hank Schwaeble

#### 2017
Drôle de temps (Strange Weather) par Joe Hill
- And Her Smile Will Untether the Universe par Gwendolyn Kiste (en)
- Goblin par Josh Malerman (en)
- The Carp-Faced Boy and Other Tales par Thersa Matsuura
- Writing Madness par Patrick McGrath

#### 2018
That Which Grows Wild par Eric J. Guignard
- Spectral Evidence par Gemma Files (en)
- Coyote Songs par Gabino Iglesias
- Garden of Eldritch Delights par Lucy A. Snyder
- Dark and Distant Voices par Tim Waggoner (en)

#### 2019
Growing Things and Other Stories par Paul Tremblay
- Exhalation par Ted Chiang
- Lady Bits par Kate Jonez
- Sefira and Other Betrayals par John Langan (en)
- Out of Water par Sarah Read

### Années 2020
| Sommaire : | - Haut - 2020 - 2021 - 2022 - 2023 - 2024 |

#### 2020
Grotesque: Monster Stories par Lee Murray
- Velocities: Stories par Kathe Koja
- Children of the Fang and Other Genealogies par John Langan (en)
- The Cuckoo Girls par Patricia Lillie
- Bloody Britain par Anna Taborska

#### 2021
In That Endlessness, Our End par Gemma Files (en)
- Beneath a Pale Sky par Philip Fracassi
- Empty Graves: Tales of the Living Dead par Jonathan Maberry
- The Dead Hours of Night par Lisa Tuttle
- The Ghost Sequences par A. C. Wise (en)

#### 2022
Breakable Things par Cassandra Khaw (en)
- We Are Here to Hurt Each Other par Paula D. Ashe
- Hell Hath No Sorrow Like a Woman Haunted par R. J. Joseph
- Spontaneous Human Combustion par Richard Thomas (en)
- The Black Maybe par Attila Veres

#### 2023
Blood from the Air par Gemma Files (en)
- Cold, Black, & Infinite par Todd Keisling
- Spin a Black Yarn par Josh Malerman (en)
- The Best of Our Past, the Worst of Our Future par Christi Nogle
- Root Rot & Other Grim Tales par Sarah Read

#### 2024
Love is a Crematorium and Other Tales par Mercedes M. Yardley
- Not a Speck of Light par Laird Barron (en)
- A Sunny Place for Shady People par Mariana Enriquez
- The Dead Spot: Stories of Lost Girls par Angela Sylvaine
- Old Monsters Never Die par Tim Waggoner (en)